# Bimbo (personaje)

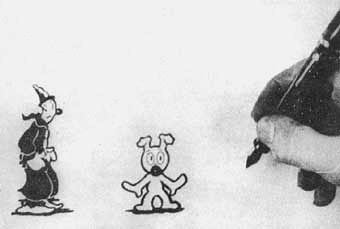
Koko el payaso y Fitz.

Bimbo es un personaje animado, un perro antropomorfo, creado en 1923 por los estudios Fleischer, para la serie Out of the Inkwell, como compañero de Koko el payaso. Su nombre original fue Fitz.
Posteriormente, en la serie Talkartoons, su aspecto y su nombre cambiaron y, tras unos episodios en los que él era el principal protagonista, pasó a ser el acompañante de aventuras de Betty Boop hasta su última aparición en 1933.

## Historia
En 1923, el animador Dick Huemer entró a trabajar en los estudios Fleischer como director de animación. La gran estrella de los estudios Fleischer en esos momentos era un payaso sin nombre que, por influencia de Huemer pasó a llamarse Koko. Huemer también creó para él un acompañante canino llamado Fitz.
En 1929, en plena introducción del sonoro en el cine, los estudios Fleischer inician una serie de cortos llamados Talkartoons. Aquí, el personaje principal pasa a ser Fitz, con el aspecto totalmente transformado, y ya con el nombre de Bimbo desde Hot Dog (1930). El aspecto del personaje va cambiando en diferentes cortos, con distintos animadores, aunque su nombre no varía.
A partir del corto Minnie the Moocher, en 1932, su aspecto queda ya definido, pasando a ser el novio de la gran estrella de los estudios en esos momentos: Betty Boop. Ese mismo año, la serie Talkartoons desaparece para dar inicio una nueva, Betty Boop Cartoon.
Antes del endurecimiento del código Hays en 1934, los estudios Fleischer ya habían decidido prescindir del personaje, pues no hubiera estado bien visto que Betty, quien aunque en un principio tenía forma canina ya había adoptado forma humana, hubiera tenido como novio un perro. Su última aparición con los estudios Fleischer fue en el corto I Heard (1933).
En 1989 vuelve a aparecer acompañando a Betty en el especial en color para televisión Betty Boop's Hollywood Mistery.